# Аннапія Гандольфі
Аннапія Гандольфі (італ. Annapia Gandolfi, нар. 29 червня 1964, Піза, Італія) — італійська фехтувальниця на рапірах, срібна призерка Олімпійських ігор 1988 року.

## Виступи на Олімпіадах
| Олімпіада | Дисципліна           | Місце |
| --------- | -------------------- | ----- |
| Сеул 1988 | індивідуальна рапіра | 27    |
| Сеул 1988 | командна рапіра      | 2     |